# Дитя человеческое (произведение)
Дитя человеческое (латг. Cylvāka bārns) — повесть латгальского и латышского писателя Яниса Клидзейса, написанная в 1956 году. Первоначально, произведение написано на латгальском языке и является одним из лучших латгальских произведений.

## Сюжет
Произведение повествует о мальчике, влюбленном в молодую женщину, у которой есть жених, за которого она вскоре выйдет замуж. Это порождает удивительные, комические, драматические и даже трагические ситуации.

## Экранизация
В 1991 году режиссёр Янис Стрейчс снял фильм «Дитя человеческое» по одноименной повести латгальского писателя Яниса Клидзея. В данный момент это, возможно, единственный фильм на латгальском языке. В 2007 году по результату голосования зрителей национального латвийского телевидения фильм был признан лучшим латвийским художественным фильмом.